# Club Scriblerus

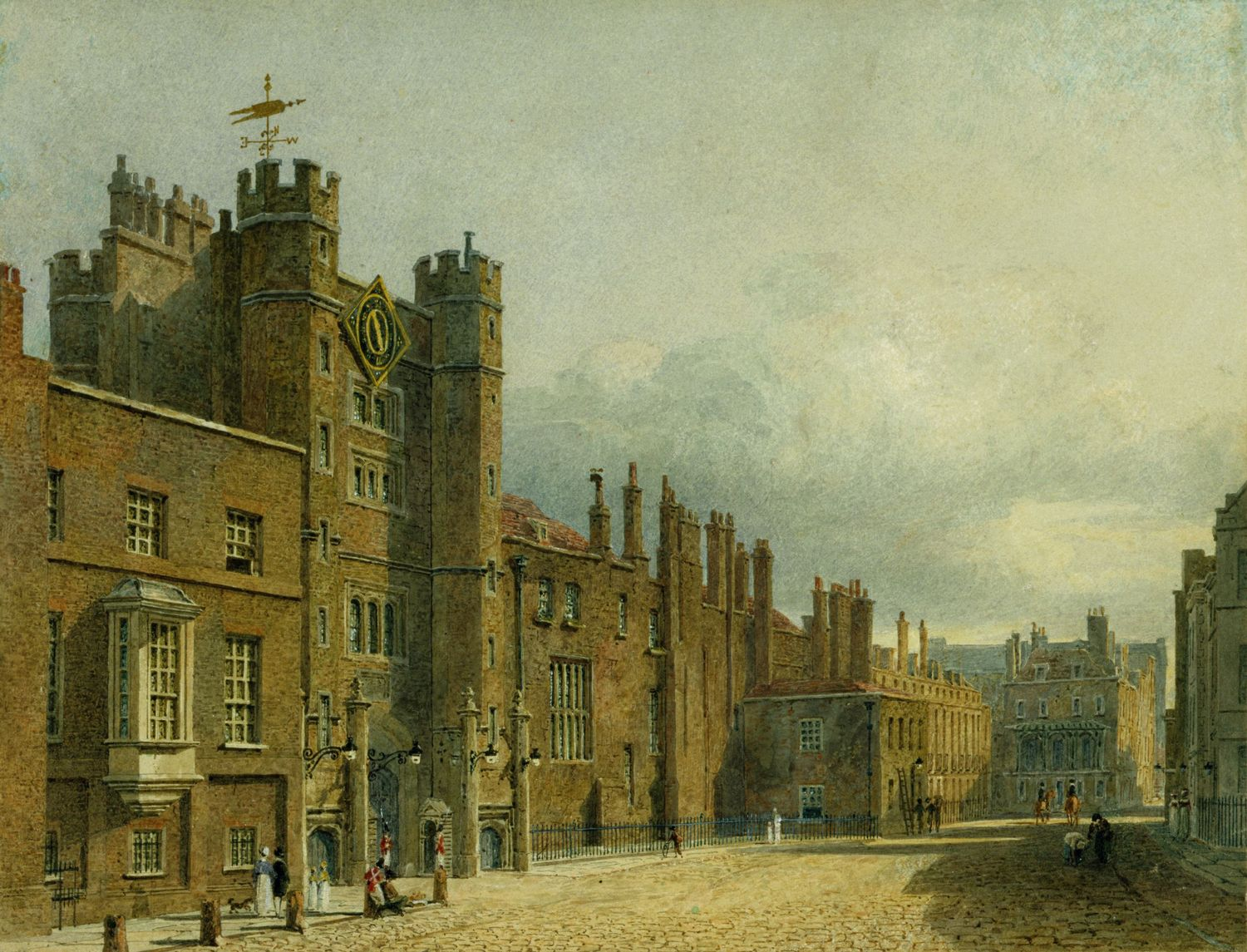
Una vista del frente norte del Palacio de St James El grabado acuatinta de esta imagen se publicó como la placa 69 de W.H. Pyne (1819), La Historia de las Residencias Reales

El club Scriblerus fue un grupo literario o tertulia informal formado entre 1712 y 1714 en Londres; duró hasta la muerte del último de sus fundadores, en 1745.
Estaba formado por Jonathan Swift, Alexander Pope, John Gay, John Arbuthnot, Henry St John y Thomas Parnell. Robert Harley participaba ocasionalmente, pero no parece haber tenido infujo en la obra literaria de los autores ya citados. El club fue creado con el fin de ejercer la sátira contra los excesos pedantes de erudición, lo que dio lugar a la escritura de las Memorias de Martinus Scriblerus (del vocablo inglés scribbler, «plumífero»), un autor ficticio cuyo nombre los escritores del club podían utilizar para publicar lo que ellos querían, a dos o varias manos, si bien el título citado fue sin duda escrito principalmente por Arbuthnot. El club se cerró en 1745. En la segunda edición de La Dunciada de Pope se encuentran igualmente unas obras atribuidas a Martín Scriblerus y Richard Owen Cambridge escribió asimismo un poema épico paródico, La Scribleriada, cuyo héroe se llama Martinus Scriblerus. 
Henry Fielding compuso una comedia, The Welsh Opera / La ópera galesa que es en realidad un tributo u homenaje a los Scriblerians / Escriblerianos. Para ello adoptó el pseudónimo de "Scriblerus Secundus."